# Physomerinus schenklingi
Physomerinus schenklingi (лат.) — вид коротконадкрылых жуков-ощупников рода Physomerinus из трибы Batrisini (Pselaphinae). Восточная Азия: Тайвань, Япония (Рюкю).

## Описание
Мелкие коротконадкрылые жуки-ощупники красновато-коричневого цвета. Длина тела менее 2 мм (1,5—1,7 мм). От близких видов отличается следующими признаками: переднеспинка с длинной срединной продольной бороздкой, почти достигающей переднего края переднеспинки; метафемур с поперечной бороздкой на верхней стороне; заднее бедро вздутое, без полости или выступа. Четвёртый членик нижнечелюстных щупиков имеет веретенообразную форму; латеральный край не расширен и лишен выступа. Переднеспинка с отчётливыми срединной и двумя боковыми продольными бороздками и полной поперечной антебазальной бороздкой, бока переднеспинки лишены шипов, каждое надкрылье имеет две базальные ямки.